# Veza Canetti
Veza Canetti, nascida Venetiana Taubner-Calderon (21 de novembro de 1897 — 1 de maio de 1963), foi uma escritora judia sefardita austríaca. Foi casada com o também escritor Elias Canetti. Entre as suas obras destac-se As tartarugas (die Schildkröten)